# Probatio
Nell'Antica Roma, la probatio era l'esame medico e intellettuale del Consiglio di revisione che un cittadino romano, ai 25 anni, doveva superare per entrare a far parte dell'esercito come legionario; all'esame potevano partecipare fabbri, maniscalchi, carpentieri, macellai e cacciatori, mentre l'esame non era previsto per pescatori, cuochi, panettieri, osti e gestori di bordelli. Dal punto di vista fisico, bisognava avere un'altezza minima di 6 piedi, ovvero, 164 cm. Abbiamo notizie in base al Codice di Teodosio e alle leggi precedenti che il requisito di altezza era intorno ai 164-168 cm, tutto confermato dai resti archeologici.
I requisiti necessari per arruolarsi nell'esercito erano: un fisico sano, privo di malformazioni che potevano pregiudicare il servizio militare, oltre la conoscenza basica del latino e dell'aritmetica (la maggior parte dei mercenari erano analfabeti e imparavano la lingua durante il servizio dai compagni). 
Una volta riconosciuto adatto (probatus), diviene un coscritto (tiro) e lo rimane per quattro mesi. Alla fine di questo periodo, presta giuramento ed è inquadrato come combattente (miles).